# Papel Pampa (gemeente)
Papel Pampa is een gemeente (municipio) in de Boliviaanse provincie Gualberto Villarroel in het departement La Paz. De gemeente telt naar schatting 7.330 inwoners (2018). De hoofdplaats is Papel Pampa.